# Antologia science-fiction Nemira '96
Antologia science-fiction Nemira '96 / Romanian SF Anthology Nemira '96  este o colecție de povestiri științifico-fantastice editată de Sebastian A. Corn și Alexandru Mironov și publicată de Editura Nemira în 1996 în Colecția Nautilus, numărul 102/103. Colecția este bilingvă (conține povestiri în limba română și traduse în limba engleză de Ruxandra Toma și Cezar Ionescu sub supravegherea scriitoarei N. Lee Wood.).

## Cuprins
În limba română
- „Cyberia”, povestire de Sebastian A. Corn
- „Infernul Fractal”, povestire de Florin Pîtea
- „Sfinte Dumnezeule!”, nuveletă de Ana-Veronica Mircea
- „Intoarcerea Fiilor Risipitori”, povestire de Cătălin Sandu
- „Și Pinochio Era Viu”, povestire de Dănuț Ivănescu
- „Singur pe Ormuza”, povestire de Liviu Radu
- „Peșterile de fum ale timpului”, nuveletă de Ana-Maria Negrilă
- „Jucător pe Viată Indexat la Paladini”, povestire de Michael Hăulică
- „Cea mai Frumoasă Dintre Lumi”, povestire de Mihail Samoilă
- „Autorii”, eseu nesemnat

În limba engleză
- „Cyberia” de Sebastian A. Corn
- „The Fractal Hell” de Florin Pîtea
- „Dear God!” de Ana-Veronica Mircea
- „The Return of the Prodigal Sons” de Cătălin Sandu
- „Still, Pinochio Was Alive” de Dănuț Ivănescu
- „Alone on Ormuza” de Liviu Radu
- „Time's Caves of Smoke” de Ana-Marie Negrilă
- „Paladins Indexed Life-Gambler” de Michael Hăulică
- „The Most Beautiful World” de Mihail Samoilă
- „The Authors”

## Legături externe
- Antologia science-fiction Nemira '96 la isfdb.org

## Vezi și
- Antologia Science-Fiction Nemira
- Lista volumelor publicate în Colecția Nautilus
- Lista cărților științifico-fantastice publicate în România după 1989
- Lista antologiilor de povestiri științifico-fantastice românești